# Ensian-familien
Ensian-familien (Gentianaceae) er udbredt over hele verden, men med tyngdepunktet i de tempererede egne. Blandt arterne findes både urter, buske og træer. Planterne er hårløse, de er afhængige af mycorrhiza, og de opsamler aluminium. Familiens arter indeholder ikke stivelse, men i stedet oligosaccharider. Flere arter bruges som lægeplanter på grund af deres indhold af tanniner og alkaloider. Her omtales kun de slægter, som er repræsenteret ved arter, der dyrkes, eller som er vildtvoksende i Danmark.
| Slægter |

- Bitterblad (Cicendia)
- Bitterurt (Exacum)
- Ensian (Gentiana)
- Ensian (Gentianella)
- Prærieensian (Eustoma)
- Stjerneensian (Lomatogonium)
- Tusindgylden (Centaurium)